# Muryang sa
Muryang sa (무량사 Klasztor Nieskończoności) – koreański klasztor.

## Historia klasztoru
Klasztor został wybudowany przez mistrza sŏn T'onghyo Pŏmila (810-889) na górze Mansu. Przebywał tu także mistrz sŏn Nanghye Muyŏm (799-888), który znacznie klasztor rozbudował..
Klasztor Muryang jest jednym z najlepiej zachowanych klasztorów.
Z klasztorem związane są także pustelnie, takie jak m.in. Mujin am, Tosol am i T'aejo am.
Kim Si’sŭp (1435–1483) mieszkał tu w ostatnich latach swojego życia i tu zmarł.

## Znane obiekty
- Kŭngnakjŏn - zupełnie nietypowy budynek klasztorny, gdyż jest dwukondygnacyjny (Skarb nr 356).
- Tanggan Chiju - słup wspierający
- pięciokondygnacyjna pagoda
- stupa Kima Sisŭpa

## Adres klasztoru
- 116 Mansu-ri, Oesan-myeon (203), Buyeo, Chungcheongnam-do, Korea Południowa

## Galeria

Pięciokondygnacyjna pagoda
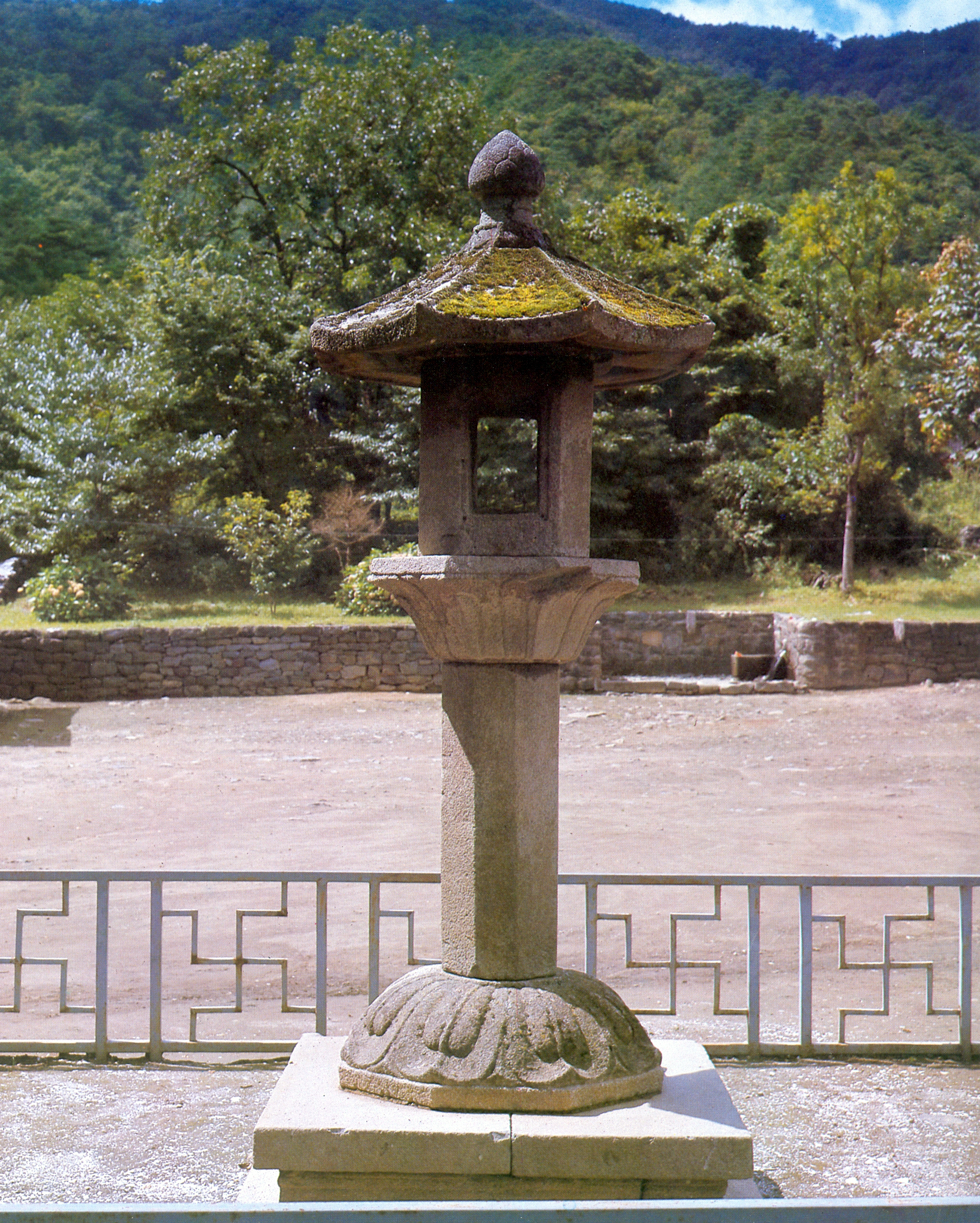
Latarnia
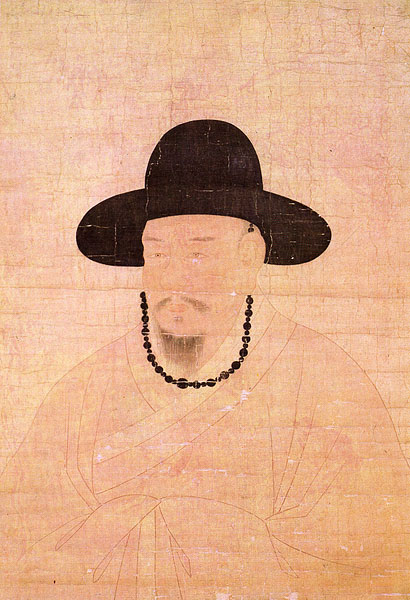
Portret Kima Sisŭpa